# Сад богов (повесть)
«Сад богов» (англ. The Garden of the Gods) — автобиографическая повесть английского писателя-анималиста Джеральда Даррелла, вышедшая в свет в 1978 году, заключительная часть трилогии о Корфу, в которую также входят «Моя семья и другие звери» (1956) и «Птицы, звери и родственники» (1969). Как и предыдущие книги трилогии, «Сад богов» повествует о детстве писателя, проведённом на греческом острове Корфу. Главными действующими лицами повести являются юный Джеральд, члены его семьи, а также друг семьи Дарреллов — доктор Теодор Стефанидес. Кроме того, в этой повести появляются некоторые другие персонажи, отсутствующие в предыдущих частях трилогии, иногда изображённые под псевдонимами (например, основатель скаутского движения Роберт Баден-Пауэлл изображён под именем «полковник Велвит»).
Книга была впервые издана в Великобритании в 1978 году издательством William Collins Sons & Co. Ltd. В том же году она была опубликована в США издательством Simon & Schuster. Русскоязычным читателям повесть известна в переводе Льва Жданова.
Книга содержит ряд фактических неточностей, возможно, ненамеренных. В частности, Даррелл перепутал два разных события — переворот генерала Кондилиса, который вернул из изгнания короля Георга II, и приход к власти годом спустя другого генерала, Метаксаса.